# Martin Russell (écrivain)
Pour les articles homonymes, voir Russell et Martin Russell.
Martin Russell, né le 25 septembre 1934, à Bromley, dans le Kent (aujourd'hui dans le Grand Londres), est un écrivain britannique, auteur de roman policier.

## Biographie
Après ses études, en 1951, il entre comme apprenti reporter au Kentish Times, un journal de sa ville natale. Il fait son service militaire et s'engage pendant deux ans dans la Royal Air Force. Il mène ensuite, jusqu'en 1973, une carrière de journaliste et de rédacteur dans divers journaux locaux du sud de l'Angleterre. De 1979 à 1981, il est rédacteur en chef de Red Herrings, un magazine de littérature policière sous l'égide de la Crime Writers' Association. 
En parallèle à cette intense activité professionnelle, il se lance en 1965 dans l'écriture et publie plus de vingt-cinq romans policiers de facture standard jusqu'en 1984. Se détachent du lot les cinq titres où apparaît le reporter aux affaires criminelles Jim Larkin. Dans cette série policière, Martin Russell met à contribution sa propre expérience de journaliste de terrain.

## Œuvre

### Romans

#### SérieJim Larkin
- Deadline (1971)
- Concrete Evidence (1972)
- Crime Wave (1974)
- Phantom Holiday (1974)
- Murder by the Mile (1975)

#### Autres romans
- No Through Road (1965)
- No Return Ticket (1966)
- Danger Money (1968)
- Hunt to a Kill (1969)
- Advisory Service (1971)
- Double Hit (1973)
- The Client (1975)
- Double Deal (1976)
- Mr. T. (1977), aussi titré The Name Without a Name
- Dial Death (1976)
- Daylight Robbery (1978)
- A Dangerous Place to Dwell (1978)
- Touchdown (1979)
- Death Fuse (1980)
- Catspaw (1980)
- Backlash (1981) Publié en français sous le titre Choc de retour, Paris, Librairie des Champs-Élysées, Le Masque no 1684, 1982
- All Part of the Service (1982)
- Rainblast (1982)
- The Search for Sara (1983)
- A Domestic Affair (1984)
- Censor (1985)
- The Darker Side of Death (1985)
- Prime Target (1985)
- Dead Heat (1986)
- The Second Time Is Easy (1987)
- House Arrest (1988)
- Dummy Run (1989)
- Mystery Lady (1992)
- Leisure Pursuit (1993)

### Roman signé Mark Lester
- Terror Trade (1976)

### Roman signé James Arney
- A View to Ransom (1983)